# 菲律宾-美国访问部队协议
菲律宾-美国访问部队协议（Philippines–United States Visiting Forces Agreement）是菲律宾和美国之间的双边访问部队协议，它由两个单独的文件组成。其中第一个文件通常被称为 "VFA "或 "VFA-1"，第二个文件被称为 "VFA-2 "或 "对应协议"。該协议于1999年5月27日经菲律宾参议院批准后生效。美国政府认为这些文件是行政协议，不需要美国参议院批准。按照双方约定，如果要终止协议，任何一方需以书面形式通过外交渠道通知另一方，在通知180天之后协议自动终止。